# Thenardita
La thenardita es la forma mineral del sulfato de sodio (Na2SO4).

## Descubrimiento
La thenardita, fue descrita en 1826 por el químico español José Luis Casaseca, quien la bautizó así en honor de Louis Jacques Thénard (1777-1857), de quien había sido alumno. El mineral estaba siendo explotado en las Salinas Espartinas por Rafael de Rodas y Hoyos.

## Propiedades
La thenardita es incolora, pero puede presentar diversos colores —azulado, blanco, blanco grisáceo, amarillento o rojizo—. Es soluble en agua y tiene un ligero sabor salado.
Es mineral fluorescente y fosforescente, de color blanco en el ultravioleta lejano y amarillo en el ultravioleta cercano.
Cristaliza en el sistema ortorrómbico.
La thenardita puede originarse por deshidratación de la mirabilita (Na2SO4 · 10H2O), proceso que ocurre rápidamente cuando esta última es expuesta a aire seco.

## Morfología y formación
La thenardita forma cristales con aspecto de tablillas o prismas bipiramidales, aunque también aparece formando encostramientos y recubrimientos.
Se puede encontrar en lagos y playas de regiones muy secas o como eflorescencias en suelos áridos.
También es posible hallarla alrededor de fumarolas volcánicas mezclada con haluros alcalinos y sulfatos, o como incrustaciones en lavas recientes.
Puede aparecer asociada a mirabilita, blödita, glauberita y epsomita.

## Yacimientos
Los yacimientos de thenardita son cuantiosos.
Abundan en las regiones desérticas de Chile, Perú y Estados Unidos.
En España se localiza el tipo nomenclatural, en las salinas de Espartinas (Ciempozuelos, Madrid). Hay importantes explotaciones mineras en Villarrubia de Santiago (Toledo), Colmenar de Oreja (Madrid), Belorado  y Cerezo de Río Tirón (Burgos).
Asimismo este mineral se encuentra en las fumarolas del Vesubio y en las cuevas volcánicas del Etna (Italia).

## Minerales relacionados
- Mirabilita (Na2SO4 · 10H2O), forma hidratada de este mineral.